# Oficyna Wydawnicza Wielkopolski
Oficyna Wydawnicza Głos Wielkopolski Sp. z o.o. – wydawnictwo w Poznaniu, należące do Grupy Wydawniczej Polskapresse Sp. z o.o. – wchodzącej w skład międzynarodowego koncernu Verlagsgruppe Passau. Prezesem Zarządu Oficyny jest Marek Rodwald.
Wydaje dziennik Polska Głos Wielkopolski i tygodniki regionalne:
- Dzień Nowotomysko-Grodziski
- Dzień Wolsztyński
- Gazeta Pleszewska
- Życie Krotoszyna
- Tygodnik Pilski
- Ziemia Kaliska
- Życie Konina
- Dzień Szamotulski
- Chodzieżanin
- Tygodnik Wągrowiecki
- Tygodnik Śremski
- Gnieźnieński Tydzień
- Ziemia Leszczyńska
- Tygodnik Zielonogórski
- Tydzień Gorzowski